# Siegerlandring
Der Siegerlandring war eine temporäre Motorsport-Rennstrecke auf dem Gelände des Flughafens Siegerland in Burbach bei Siegen.

## Geschichte
Zwischen September 1978 und Mai 2000 fanden insgesamt 23 Ausgaben des vom Automobilclub (AMC) Burbach ausgetragenen Siegerland-Flughafen-Rennens auf dem Flugplatz statt. Hauptprogrammpunkt waren in der Mehrzahl Rennen der Interserie. Ein 24. Meeting für den Juni 2001 wurde im Vorfeld abgesagt.

## Streckenverlauf
Der auf der Landebahn und den Rollwegen angelegte Kurs wurde über die Zeit kaum verändert. Streckenlängen variierten zwischen 3,4. 3,34 und 3,32 km. Dabei wurde der Kurs über die Jahre in beide Richtungen befahren. Nach einer kurzen Start-/Zielgeraden wurde zuerst in die Westkurve rechts eingefahren. Auf der Gegengeraden mussten zwei Rechts-Links-Schikanen passiert werden, bevor es in zwei 90°-Rechtskurven wieder auf die Start-/Zielgerade zurückging. Auch hier mussten zwei Rechts-Links-Schikanen umfahren werden, bevor die Ziellinie überfahren werden konnte.

## Veranstaltungen

### Interserie
Die Renn- und Sportwagen der Interserie traten mindestens 15 mal, von 1982–1987 und 1989–1996, im Rahmen des Siegerland-Flughafen-Rennens an. Sie waren neben zahlreichen Touren- und Formelwagenrennen der Programmhöhepunkt. Rekordsieger der Interserie auf dem Siegerlandring war Walter Lechner dem insgesamt 4 Siege gelangen.

### Deutsche Tourenwagen-Meisterschaft
Am 8. September 1985 wurde das „Siegerland-Flughafenrennen“ als achter von insgesamt neun Läufen der nur 1984 und 1985 ausgetragenen Deutschen Produktionswagen-Meisterschaft veranstaltet. Die DPM war in diesem Jahr erstmals international ausgeschrieben und wurde 1986 in Deutsche Tourenwagen-Meisterschaft (DTM) umbenannt. Die beiden DPM-Meisterschaften 1984 und 1985 werden heute offiziell zur DTM gezählt. Der von der Pole-Position gestartete Klaus Ludwig konnte das Rennen für sich entscheiden. Die schnellste Rennrunde fuhr Per-Gunnar Andersson. Im Rennen wurden viele Zeitstrafen wegen Auslassens der Schikanen ausgesprochen.

### Sonstige
Weitere im Rahmen des Siegerland-Flugplatzrennens antretende Serien waren die Deutsche Formel-3-Meisterschaft, der Deutsche Rundstrecken Pokal (1980–83) und die Deutsche Rennsport Meisterschaft, die am 8. September 1985 in ihrer letzten Saison als „Internationale Deutsche Sportwagen Meisterschaft“ parallel zur DPM antrat.